# Taruik Kotabot
Der Taruik Kotabot (Cota Bo’ot, Kotabot) ist ein Berg in der osttimoresischen Gemeinde Bobonaro. Er liegt im Norden des Sucos Cowa (Verwaltungsamt Balibo), in der Aldeia Bawai und hat eine Höhe von 261 m. Im Osten und Westen von ihm verlaufen zwei Quellflüsse des Morak, der später den Leometik bildet. Sie vereinigen sich nördlich des Berges. Südlich liegt der Berg Taruik Wirena (341 m), östlich des einen Quellflusses das Dorf Haliren.